# 172. аутотранспортни батаљон
172. аутотранспортни батаљон је био једна од јединица 2. крајишког корпуса Војске Републике Српске. Батаљон је основан 20. септембра 1992, са седиштем у Босанском Петровцу.

## Састав и наоружање
172. аутотранспортни батаљон је основан 20. септембра 1992, ослонцем на војни ауто-транспортни фонд и на радне организације из зоне одговорности 2. крајишког корпуса. У састав батаљона укључено је 15–20 возила из састава ауто-транспортне чете и позадинског вода 2. крајишког корпуса.
Састав батаљона чиниле су: команда, три ауто-транспортне чете и позадински вод.
Прва ауто-транспортна чета формирана је ослонцем на средства из радне организације „Аутотранспорт” из Петровца, друга ауто-транспортна чета ослонцем на средства радних организација „Аутосаобраћај”, „Аутопревоз” и „Дрвопревоз” из Дрвара, а трећа ауто-транспортна чета ослонцем на радне организације „Сана” и „Шуматранспорт” из Кључа.

## Ратни пут
Током рата у Босни батаљон је вршио задатке превожења јединица на извршење борбених задатака у зони, као и изван зоне 2. крајишког корпуса.

## Послератни пут
Батаљон је расформиран 1996. године.